# Joustra (speelgoed)

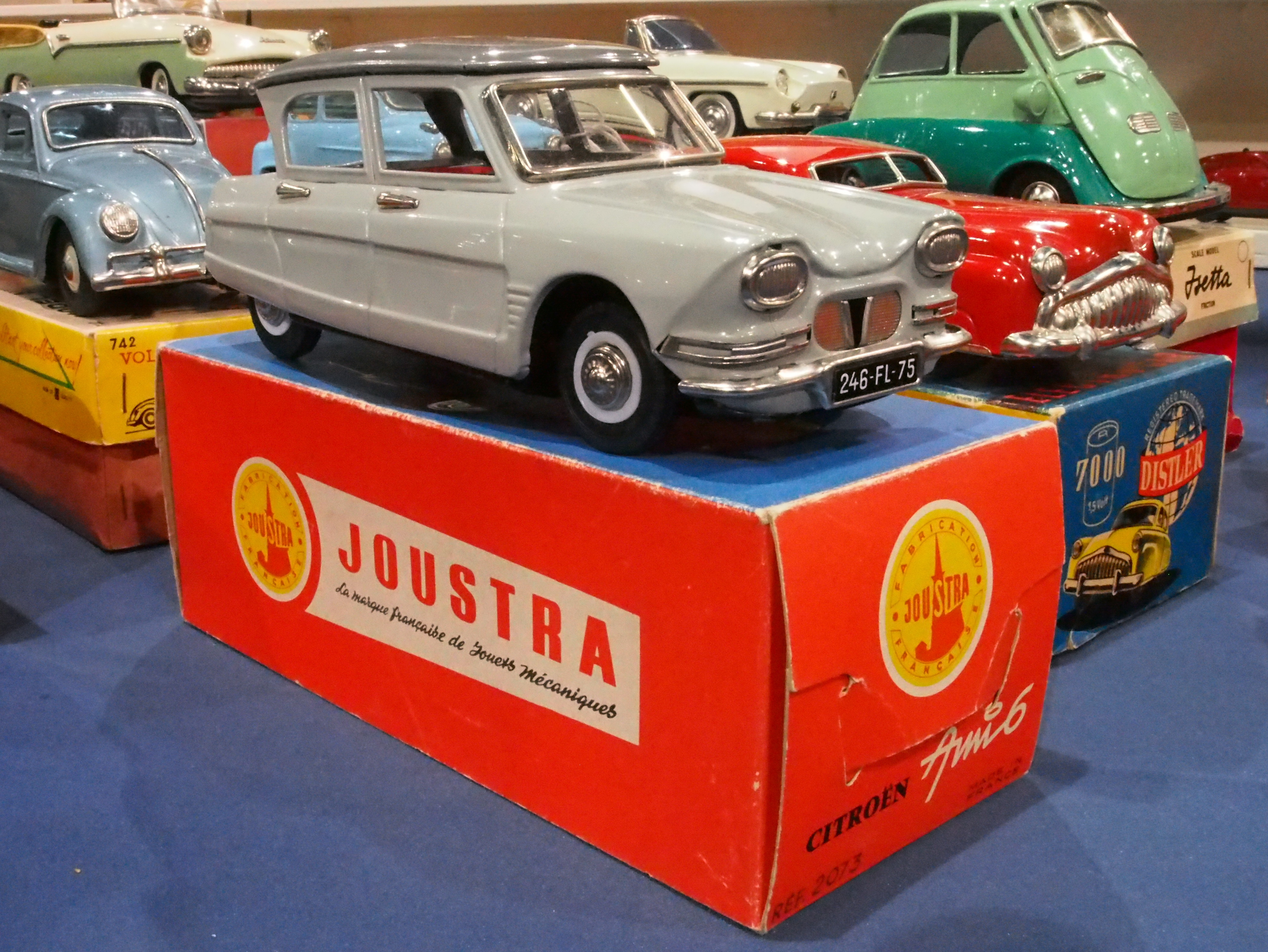
Model van een Citroën Ami 6

Joustra (Jouets de Strasbourg, speelgoed uit Straatsburg) is een Franse speelgoedfabrikant. Het bedrijf werd in 1934 opgericht in Straatsburg door de gebroeders Paul en André Kosmann, met assistentie van Guillaume Marx uit Neurenberg.